# 야간어
야간어(Yaghan language, 야간어: Háusi Kúta) 또는 야마나어(Yámana)는 티에라델푸에고 제도의 원주민인 야간족이 사용하는 언어로, 다른 언어와 관계가 확인되지 않는 고립어이다. 일부 학자들은 인근의 카웨스카르어나 촌어와의 연관을 연구하기도 했다.
2017년부터 칠레 정부는 야간어를 되살리기 위한 언어 교육 프로그램과 사전 편찬을 지원하기 시작하였다. 야간어를 모어로 구사하는 화자는 에멜린다 아쿠냐(Emelinda Acuña)와 크리스티나 칼데론이 있었으나 아쿠냐는 2005년 10월 12일, 칼데론은 2022년 2월 16일 사망하였다.

## 음운

### 홀소리
|        | 전설 모음 | 중설 모음 | 후설 모음 |
| ------ | --------- | --------- | --------- |
| 고모음 | i         |           | u         |
| 중모음 | e         | ə         | o         |
| 저모음 | æ         | a         |           |

### 닿소리
|        | 순음 | 치경음 | 후치경음 | 연구개음 | 성문음 |
| ------ | ---- | ------ | -------- | -------- | ------ |
| 비음   | m    | n      |          |          |        |
| 파열음 | p    | t      | tʃ       | k        | ʔ      |
| 마찰음 | f    | s      | ʃ        | x        | h      |
| R음    |      | ɾ      | ɻ        |          |        |
| 접근음 |      | l      | j        | w        |        |

## 같이 보기
- 티에라델푸에고 제도
- 야간족
- 촌어족